# Кокчегоз
Кокчего́з (укр. Кокчеґоз, крымскотат. Kökçegöz, Кокчегозь) — исчезнувшее село в Джанкойском районе Республики Крым, располагавшееся на северо-западе района, в степной части Крыма, примерно в 2,7 км к северо-западу от современного села Володино.

### Динамика численности населения
- 1805 год — 97 чел.[5]
- 1892 год — 0 чел.[6]
- 1900 год — 60 чел.[7]
- 1915 год — 10/32 чел.[8][9]
- 1926 год — 68 чел.[10]

## История
Первое документальное упоминание села встречается в Камеральном Описании Крыма… 1784 года, судя по которому, в последний период Крымского ханства Копчекюз входил в Сакал кадылык Перекопского каймаканства. После присоединения Крыма к России (8) 19 апреля 1783 года, (8) 19 февраля 1784 года, именным указом Екатерины II сенату, на территории бывшего Крымского Ханства была образована Таврическая область и деревня была приписана к Перекопскому уезду. После Павловских реформ, с 1796 по 1802 год, входила в Перекопский уезд Новороссийской губернии. По новому административному делению, после создания 8 (20) октября 1802 года Таврической губернии, Кокчекоз был включён в состав Джанайской волости Перекопского уезда.
По Ведомости о всех селениях в Перекопском уезде состоящих с показанием в которой волости сколько числом дворов и душ… от 21 октября 1805 года в деревне Конче-коз числилось 14 дворов и 97 жителей крымских татар. На военно-топографической карте генерал-майора Мухина 1817 года деревня Кокочокоз обозначена с 14 дворами. Затем, видимо, вследствие эмиграции крымских татар в Турцию, деревня заметно опустела и на карте 1842 года деревня записана как Кочегоз и обозначена условным знаком «малая деревня», то есть, менее 5 дворов.
В 1860-х годах, после земской реформы Александра II, деревню приписали к Ишуньской волости. На трехверстовой карте 1865—76 года в деревне Кочегоз обозначено 2 двора, но, согласно «Памятной книжке Таврической губернии за 1867 год», деревня стояла покинутая, ввиду эмиграции крымских татар, особенно массовой после Крымской войны 1853—1856 годов, в Турцию и в «Списке населённых мест Таврической губернии по сведениям 1864 года» селение уже не записано.
После земской реформы 1890 года Кокчегоз отнесли к Богемской волости и тогда же началось заселение бывшего Кокчегоза. В «…Памятной книжке Таврической губернии на 1892 год» в сведениях о Богемской волости никаких данных о деревне, кроме названия, не приведено. По «…Памятной книжке Таврической губернии на 1900 год» в Кокчегозе числилось 60 жителей в 7 дворах. По Статистическому справочнику Таврической губернии. Ч.II-я. Статистический очерк, выпуск пятый Перекопский уезд, 1915 год, в Богемской волости Перекопского уезда числились 2 хутора Кокчегоз: Ольги Мокшеевой (1 двор с русским населением, 6 приписных и 31 «посторонних» жителей, других данных нет) и наследников Короткого: 1 двор с русским населением , 4 приписных и 1 «посторонний», из которых 3 мужчин и 2 женщины. При хуторе числилось 400 десятин удобной земли, в хозяйстве имелось 35 лошадей, 20 волов, 20 коров и 5 голов мелкого скота.
После установления в Крыму Советской власти, по постановлению Крымревкома от 8 января 1921 года № 206 «Об изменении административных границ» была упразднена волостная система и в составе Джанкойского уезда был создан Джанкойский район. В 1922 году уезды преобразовали в округа. 11 октября 1923 года, согласно постановлению ВЦИК, в административное деление Крымской АССР были внесены изменения, в результате которых округа были ликвидированы, основной административной единицей стал Джанкойский район и село включили в его состав. Согласно Списку населённых пунктов Крымской АССР по Всесоюзной переписи 17 декабря 1926 года, в сёлах Кокчегоз I и II Тереклынского сельсовета Джанкойского района числилось в обеих 18 дворов, все крестьянские, совокупное население составляло 68 человек, из них 65 русских, 2 украинца, 1 записан в графе «прочие». На километровой карте Генштаба 1941 года, для которой за картооснову, в основном, были взяты топографические карты Крыма масштаба 1:84000 1920 года и 1:21000 1912 года, на месте Кокчегоза зафиксировано поселение Ефимова, а чуть западнее — Милируд — возможно, Кокчегозы I и II, а на подробной карте РККА северного Крыма 1941 года на его месте безымянные строения. В дальнейшем в доступных источниках не встречается.